# Большой Дындовский Таз
Большой Дындовский Таз — река в России, протекает по территории Туруханского района Красноярского края. Устье реки находится в 96 км по правому берегу реки Дындовский Таз. Длина реки составляет 10 км.

## Данные водного реестра
По данным государственного водного реестра России относится к Нижнеобскому бассейновому округу, водохозяйственный участок реки — Таз, речной подбассейн реки — подбассейн отсутствует. Речной бассейн реки — Таз.
Код объекта в государственном водном реестре — 15050000112115300063501.